# Korponay István
Korponay István (angolul: Stephan de Korponay) (Párizs, 1841. február 15. – Philadelphia, Pennsylvania, 1865. június 20.) amerikai szabadságharcos katona.

## Élete
Korponay Gábor ezredes fia, nagybátyja Korponay János. Mindössze hároméves volt, amikor szüleivel az Egyesült Államokba emigrált. 22 éves korában, 1863. július 9-én sorozták be katonai szolgálatra az 52. pennsylvaniai gyalogezredbe, hamarosan tizedessé léptették elő. Súlyos sebesülése miatt már 1863. szeptember 1-jén kénytelen volt leszerelni. 1865. június 20-án hunyt el.